# Johann Baptist Jordan
Johann Baptist Jordan sau Francisc Maria al Crucii (n. 16 iunie 1848 - d. 8 septembrie 1918) a fost un preot romano-catolic german și fondatorul Ordinului Salvatorian. Viața lui este în procesul de evaluare de către Sfântul Scaun pentru posibila lui canonizare.

## Copilaria si tineretea
Născut in orasul Gurtweil, din Marele Ducat de Baden , actualmente parte din orașul Waldshut-Tiengen , Germania . Al doilea fiu al lui Lorenz Jordan și Notburg Peter. Deși s-a simțit atras de calea ecleziastică, din copilărie, părinții lui nu și-au permis să îi ofere o educație adecvată. În schimb a muncit ca și zugrav și muncitor necalificat.

## Venerația
In 1942 Sfântul Scaun a decis începerea procesului de Canonizare. In 1956, corpul lui a fost exumat , examinat și transferat la reședința principala Salvatoriana, din Roma. In 14 ianuarie 2011, Papa Benedict XVI i-a acordat titlul de ""Venerabil"".